# Jatyr Eduardo Schall
Jatyr Eduardo Schall (nacido el 18 de octubre de 1938 en São Paulo, Brasil) fue un jugador brasileño de baloncesto. Consiguió 6 medallas en competiciones internacionales con Brasil. 